# Electronic Entertainment Expo 1995
La Electronic Entertainment Expo 1995, comúnmente conocida como E3 1995, fue la primera Electronic Entertainment Expo celebrada. El evento se llevó a cabo en el Centro de Convenciones de Los Ángeles del 11 al 13 de mayo de 1995, con un total de 50,000 asistentes. Los aspectos más destacados de la exposición de 1995 incluyen el anuncio de Sony de la fecha de lanzamiento y los precios de PlayStation, el lanzamiento sorpresa de Sega Saturn de Sega y la exhibición de Nintendo de la consola Virtual Boy.

## Organización
Antes de 1995, la industria de los videojuegos utilizaba el Consumer Electronics Show (CES) como su sede principal de la feria comercial. En los años previos a 1995, la industria de los videojuegos generalmente se delegaba en una sección al aire libre de CES, que no eran las condiciones ideales para promocionar productos. La International Digital Software Association (IDSA), más tarde rebautizada como la Entertainment Software Association (ESA), se acercó a CES y a su director, Gary J. Shapiro, con sus quejas sobre las condiciones que tenían en CES. Como CES no consideró los videojuegos como parte de la electrónica de consumo, no estaban dispuestos a alterar la forma en que involucrarían a los videojuegos. Esto llevó a IDSA a considerar comenzar su propia exposición. Pat Ferrell de GamePro, una publicación propiedad de International Data Group (IDG) con experiencia en la realización de ferias comerciales como MacWorld, inició el proceso de organización de dicha feria. Tom Kalinske, entonces CEO de Sega of America, fue un motivador principal para establecer una nueva exposición, creyendo que CES no tenía los mejores intereses de la industria de los videojuegos en el corazón, y había descubierto anteriormente que realizar un evento exclusivo de Sega era muy apreciado por minoristas y medios de comunicación por igual. IDSA también reconoció que al realizar su propia feria comercial, tendría un medio para financiar su organización. A Ferrell se le ocurrió el nombre "Electronic Entertainment Expo" para la feria con la idea de que podría tratarse como "E cubed", sin embargo, en conversaciones con los expositores, sintieron que este enfoque era innecesario y que el apodo de "E3" era simple e igual de eficaz.
CES escuchó estos planes y rápidamente propuso su propia feria comercial exclusiva de videojuegos con la marca CES. IDSA y CES se acercaron a las empresas de videojuegos más grandes para presentar sus versiones de la exposición. Muchas de las empresas más jóvenes, como Electronic Arts, deseaban el enfoque ofrecido por IDSA, incluido el potencial de poseer parte de la exposición al convertirse en miembros de IDSA, en lugar de lo que ofrecía el CES. El principal obstáculo al plan de IDSA era Nintendo, que creía que su hardware debería ser tratado como productos electrónicos de consumo y, por tanto, debería ser parte de CES. Durante estas negociaciones, el CES reservó un espacio en Filadelfia para la feria durante el mes de mayo, que según Ferrell era el "horario de máxima audiencia" para que los minoristas se prepararan para las ventas de fines de año o festivos. La IDSA aún había reservado un espacio y rápidamente se puso en contacto con el Centro de Convenciones de Los Ángeles (LACC), y descubrió que el espacio era gratuito para las mismas fechas que CES había planeado, lo que obligó a los posibles expositores a elegir una feria u otra. Habían elegido Los Ángeles, ya que sería un viaje de un solo vuelo para las empresas procedentes de Japón, en contraste con Filadelfia. Durante las próximas semanas, antes de que cualquiera de los eventos tuviera que pagar sus tarifas de reserva no reembolsables, IDSA hizo un esfuerzo agresivo para conseguir expositores para su espectáculo, consiguiendo más de 180 proveedores. De las principales compañías de videojuegos, solo Nintendo y Microsoft se habían resistido, aún indecisos a qué exposición asistir. Poco después de este empujón, Shapiro se puso en contacto con Ferrell y le dijo que "ganó"; CES abandonó los planes para su evento en Filadelfia. El mismo día, Nintendo y Microsoft se acercaron a Ferrell para discutir los planes de exhibición en su evento.

## Evento
En este punto, la mayor parte del espacio del piso en el LACC fue ocupado por los primeros expositores. Nintendo había deseado espacio en el South Hall más grande, pero los primeros en adoptarlo como Sony y Sega ya lo habían reclamado. Ferrell se aseguró de que Nintendo todavía tuviera un espacio privilegiado en el West Hall, moviendo las áreas de registro al West Hall para que los asistentes tuvieran que pasar por el stand de Nintendo. Ferrell también tuvo que reservar espacio adicional en una docena de hoteles diferentes cerca del centro de convenciones debido a la demanda.
Entre los elementos del primer E3 que continuarían en eventos futuros se encontraban las grandes conferencias de prensa de las principales compañías (aquí, Sony, Sega y Nintendo) mostrando su hardware y software prometedores. Cabe destacar que, en un momento, tanto Sega como Sony estaban listos para introducir nuevo hardware para los lanzamientos occidentales, Sega Saturn y PlayStation, respectivamente. La conferencia de Sega fue la primera, y aunque Kalinske anunció que el Saturn estaría disponible de inmediato en las tiendas, se les notificó poco después de que los suministros eran más limitados de lo que se pensaba. Durante la presentación de Sony, después de cubrir muchos de los juegos de PlayStation, Steve Race, el líder de llevar la PlayStation a los Estados Unidos, subió al escenario, dijo "doscientos noventa y nueve" y luego se fue, revelando que el precio de la PlayStation era US$100 menos que el de Saturn. El momento se considera uno de los primeros momentos proverbiales de caída de micrófono en la historia de E3, y continuaría una tendencia ya que cada empresa intentaría superar a las demás en estos eventos de prensa.
Si bien las cifras oficiales de asistencia fueron de 55,000, Ferrell estimó que pudieron ingresar 10,000 personas adicionales; el evento estaba destinado a estar limitado a profesionales de la industria, minoristas y prensa, pero cree que muchos participaron mostrando una tarjeta de presentación aparentemente relevante.

## Exhibiciones

### Nintendo
El Virtual Boy, la consola intermedia de Nintendo lanzada entre el Super Nintendo Entertainment System y la Nintendo 64, se mostró prominentemente. La Nintendo 64, entonces conocida como Ultra 64, se presentó en un estado de desarrollo casi final. Los juegos en exhibición incluyeron Donkey Kong Country 2: Diddy's Kong Quest, EarthBound y Killer Instinct.

### Sega
Antes del E3 de 1995, la Sega Saturn ya se había lanzado en Japón, y estaba programada para su lanzamiento en Estados Unidos el 2 de septiembre de 1995. En el primer día del E3 de 1995, el CEO de Sega, Tom Kalinske, hizo una presentación magistral en la que reveló el precio de lanzamiento de Saturn de US$ 399 y describió las características de la consola. Kalinske también reveló que, debido a la "alta demanda de los consumidores", Sega ya había enviado 30,000 Saturns a Toys "R" Us, Babbage, Electronics Boutique y Software Etc. para su lanzamiento inmediato.

### Sony
Sony anunció el precio y la fecha de lanzamiento de la próxima PlayStation. Antes de la conferencia principal de Sony, Sega anunció el precio minorista de US$399 para la nueva Sega Saturn; aprovechando la oportunidad, el presidente de la SCEA, Steve Race, hizo una breve declaración en la conferencia de Sony: "$299". El público aplaudió mientras Race se alejaba del podio.

## Lista de expositores notables
Esta es una lista de los principales expositores de videojuegos que hicieron apariciones en el E3 de 1995.
| - The 3DO Company - Acclaim Entertainment - Activision - Atari Corporation - Capcom | - Crystal Dynamics - Electronic Arts - LucasArts - Microsoft - Namco | - Nintendo - Sega - Sony Computer Entertainment - SNK - Williams Electronics |

## Lista de juegos destacados
Esta es una lista de títulos notables que aparecieron por sus desarrolladores o editores en el E3 de 1995.
| The 3DO Company - BattleSport (3DO) - Captain Quazar (3DO) - Killing Time (3DO) - Primal Rage (3DO) Acclaim Entertainment - Batman Forever (Genesis, SNES) - Cutthroat Island (Genesis, SNES) - D (3DO) - Foreman For Real (Genesis, SNES) - Frank Thomas Big Hurt Baseball (Genesis, SNES) - Judge Dredd (Genesis, SNES) - Justice League Task Force (Genesis, SNES) - Myst (Saturn) - NFL Quarterback Club 96 (Genesis, Saturn, SNES) - Revolution X (Genesis, Saturn, SNES) - Robotica (Saturn) - Stargate (Genesis, SNES) - Turok: Dinosaur Hunter (N64) - True Lies (Genesis, SNES) - Venom/Spider-Man: Separation Anxiety (Genesis, SNES) - Warlock (Genesis, SNES) - WWF Raw (32X, Genesis, SNES) Activision - MechWarrior 3050 (SNES) - Pitfall: The Mayan Adventure (32X) Atari Corporation - Battlemorph (Jaguar CD) - BattleSphere (Jaguar) - Blue Lightning (Jaguar CD) - Brett Hull NHL Hockey (Jaguar, Jaguar CD) - Creature Shock (Jaguar CD) - Deathwatch (Jaguar) - Defender 2000 (Jaguar) - Fight for Life (Jaguar) - FlipOut! (Jaguar) - Highlander: The Last of the MacLeods (Jaguar CD) - Hyper Force (Jaguar) - Missile Command 3D (Jaguar) - Phase Zero (Jaguar) - Primal Rage (Jaguar CD) - Power Drive Rally (Jaguar) - Rayman (Jaguar, PS1, Saturn) - Ruiner Pinball (Jaguar) - Soulstar (Jaguar CD) - Super Burnout (Jaguar) - Thea Realm Fighters (Jaguar) - Ultra Vortek (Jaguar) - Vid Grid (Jaguar CD) - Virtual Light Machine (Jaguar CD) - White Men Can't Jump (Jaguar) | Capcom - Breath of Fire II (SNES) - Darkstalkers: The Night Warriors (PS1) - Mega Man X3 (SNES) - Night Warriors: Darkstalkers' Revenge (Arcade, Saturn) - Resident Evil (PS1) - Street Fighter: The Movie (PlayStation, Saturn) - X-Men: Children of the Atom (Arcade, Saturn) Crystal Dynamics - 3D Baseball (PS1, Saturn) - Blazing Dragons (PS1, Saturn) - Blood Omen: Legacy of Kain (PS1) - Gex (PS1, Saturn) - The Horde (Saturn) - Off-World Interceptor (PS1, Saturn) - Solar Eclipse (PS1, Saturn) Cyberdreams - Dark Seed II (PC) - I Have No Mouth, and I Must Scream (PC) Electronic Arts - FIFA Soccer 96 (PS1, Saturn) - Foes of Ali (3DO) - PGA Tour 96 (PS1, Saturn) - Psychic Detective (3DO, PC, PS1) - Shockwave Assault (PS1) - Viewpoint (PS1) - Wing Commander III: Heart of the Tiger (3DO, PS1) Interplay Entertainment - Cyberia (PC, Saturn) - Descent (PC) Nintendo - Donkey Kong Country 2: Diddy's Kong Quest (SNES) - Donkey Kong Land (Gameboy) - EarthBound (SNES) - Killer Instinct (SNES) - Street Fighter II: The World Warrior (Gameboy) | Sega - The Adventures of Batman & Robin (Genesis, Sega CD) - Clockwork Knight (Saturn) - Comix Zone (Genesis) - Daytona USA (Saturn) - Ecco Jr. (Genesis) - Garfield: Caught in the Act (Genesis) - Nightmare Circus (Genesis) - Panzer Dragoon (Saturn) - Vectorman (Genesis) - Virtua Cop (Arcade) - Virtua Fighter (Arcade, Saturn) Sony Computer Entertainment - Battle Arena Toshinden (PS1) - Ridge Racer (PS1) - Twisted Metal (PS1) - Warhawk (PS1) SNK - Baseball Stars 2 (Neo Geo CD) - Fatal Fury Special (Neo Geo CD) - The King of Fighters '94 (Neo Geo CD) - Samurai Shodown (Neo Geo CD) - Samurai Shodown II (Neo Geo CD) - Super Sidekicks 3 (Neo Geo CD) Square - Chrono Trigger (SNES) - Secret of Evermore (SNES) Williams Electronics - Doom (SNES) - Mortal Kombat 3 (Genesis, PS1) |